# Маккиннон, Кэтрин Элис
Кэтрин Элис Маккиннон (англ. Catharine Alice MacKinnon; род. 7 октября 1946, Миннеаполис, Миннесота) — американская радикальная феминистка, учёная, юрист и политолог. Именной профессор и приглашённый профессор соответственно школ права Мичиганского и Гарвардского университетов, член Американского философского общества (2023). В 2008—2012 годах специальный советник по гендерным вопросам прокурора Международного уголовного суда.
Является специалистом по международному и конституционному правам, политической и правовой теории и судебной практике. Как теоретик права она сосредоточена на защите прав женщин, борьбе против сексуального насилия и сексуальной эксплуатации, включая сексуальные домогательства, изнасилования, проституцию, торговлю людьми в целях сексуальной эксплуатации и порнографию. В своих работах Маккиннон обосновала понимание сексуальных домогательств как дискриминации по половому признаку. Она является значимой фигурой в феминистской юридической практике, автором многих книг и входит в число наиболее цитируемых учёных-юристов на английском языке.

## Семья, юность, образование
Кэтрин Элис Маккиннон родилась 7 октября 1946 года в Миннеаполисе, штат Миннесота. Её отцом был адвокат Джордж Эдвард Маккиннон, конгрессмен-республиканец, судья апелляционного суда по округу Колумбия. В 1969 году Кэтрин Маккиннон закончила частный женский Колледж Смита, получив с отличием диплом бакалавра государственного управления. Она стала представительницей третьего поколения своей семьи, закончившего этот колледж: там же училась её мать Элизабет Валентайн Дэвис, а также её бабушка. В 1977 году Кэтрин Маккиннон получила степень доктора права в Йельской школе права, а в 1987 году — степень доктора политических наук в Йельском университете. Во время учёбы она включилась в женское освободительное движение, интересовалась боевыми искусствами, а также выступала против войны во Вьетнаме.

## Карьера
После получения образования Кэтрин Маккиннон работала приглашённым профессором права в ряде американских университетов: Йельском, Гарвардском, Стэнфордском, Чикагском, Колумбийском. С 1990 года Маккиннон работает профессором в школе права Мичиганского университета. С 2009 года она является приглашённым профессором права в Гарвардской школе права.
Маккиннон также преподавала в университетах за рубежом, в том числе: Йоркском университете (Канада), Базельском университете (Швейцария), Еврейском университете в Иерусалиме (Израиль) и была научным сотрудником в Берлинском Институте перспективных исследований и в Центре перспективных исследований поведенческих наук в Стэнфордском университете.
Отмечена Henry M. Phillips Prize (2022).

## Теоретические взгляды
Кэтрин Маккиннон является представительницей радикального феминизма, в основе которого лежит призыв к устранению культуры мужского превосходства. Согласно феминистской теории Маккиннон, значительное место в культуре мужского превосходства занимает сексуальное подчинение женщин мужчинами. В теории Маккиннон мужское превосходство особенно выражается через сексуальное насилие, которое осуществляется в форме порнографии, проституции, изнасилований, сексуального надругательства над детьми и домашнего насилия.
По мнению Маккиннон, порнография усиливает культуру мужского превосходства и закрепляет подчинённую роль женщины, развитие секс-индустрии объясняется зависимостью от капиталистического рынка, и с развитием секс-индустрии женщины и дети подвергаются всё большему насилию. Маккиннон рассматривает в качестве насилия не только такие половые акты, во время которых явно отсутствует согласие женщины, но и такие, которые осуществляются в неравных условиях, когда женщины социализируются как подчинённые, и когда они должны служить удовольствию мужчин ради своего выживания. По мнению Маккиннон, женщины настолько несвободны в условиях неравенства, что и тогда, когда можно сослаться на то, что женщина даёт согласие на половой акт, этого недостаточно, чтобы рассматривать половой акт как лишённый насильственности. Такая точка зрения Маккиннон часто воспринимается как утверждение, что любой половой акт насильственен. В действительности Маккиннон выделяла изнасилования, но утверждала, что в условиях мужского превосходства сложно проводить различия насильственных и других половых актов.
Маккиннон поддерживает права трансгендерных людей и рассматривает дискриминацию транс-людей как форму дискриминации по признаку пола. В интервью 2015 года она процитировала тезис Симоны де Бовуар о «становлении женщиной», заявив, что «кто-либо, кто идентифицирует себя как женщина, хочет быть женщиной, ведет себя как женщина, насколько я понимаю, и есть женщина». Более того, во время лекции в Оксфордском университете в 2022 году Маккиннон выразила свою поддержку трансфеминизму и равенству для транс-людей, а также критиковала постмодернистский и либеральный антистереотипный подход, который во многом сводит трансгендерность к гендерным стереотипам, и антитрансфеминизм. Впоследствии эта лекция была ею отредактирована и опубликована в «Йельском журнале права и феминизма» в 2023 году.

## Исследования и юридическая работа

### Сексуальные домогательства
Заканчивая Йельскую школу права, в 1976 году Маккиннон написала работу о сексуальных домогательствах (харассменте) под руководством профессора Томаса Эмерсона, где утверждала, что сексуальные домогательства являются формой дискриминации по признаку пола. Три года спустя издательство Йельского университета опубликовало книгу Маккиннон «Sexual Harassment of Working Women: A Case of Sex Discrimination» (с англ. — «Сексуальные домогательства к работающим женщинам: случай дискриминации по признаку пола»). В этой книге утверждалось, что сексуальные домогательства являются формой дискриминации по признаку пола. Маккиннон ссылалась на американское законодательство: Раздел VII (о запрете дискриминации со стороны работодателей) Закона о гражданских правах 1964 года и другие запреты дискриминации по признаку пола.
Кроме того, Маккиннон рассматривала правовое утверждение о сексуальных домогательствах как форме дискриминации по признаку пола, ссылаясь на Раздел IX Поправок о гражданских правах в области образования (1972), который является федеральным законом о гражданских правах в США, запрещающим дискриминацию по признаку пола в учебных заведениях, имеющих федеральное финансирование. Это правовое обоснование было установлено в результате судебного разбирательства, поданного студентами Йельского университета в деле «Александер против Йельского университета». Кэтрин Маккиннон была юридическим консультантом истцов. Она писала аргументацию того, что сексуальные домогательства являются дискриминацией по признаку пола, и поделилась своей разработкой с представительницей Клиники судебных разбирательств по правам женщин при юридической школе Ратгерского Университета (англ. Women’s Rights Litigation Clinic at Rutgers School of Law), которая представляла студенток в этом деле. В результате разбирательства Апелляционный суд второго округа США утвердил, что в соответствии с Разделом IX Поправок о гражданских правах в области образования (1972) учебные заведения должны иметь процедуры для решения проблемы сексуальных домогательств как формы дискриминации по признаку пола.
В своей книге Маккиннон утверждала, что сексуальные домогательства — это дискриминация по признаку пола, поскольку данные действия являются результатом социального неравенства мужчин и женщин и воспроизводят это неравенство:116-118, 174. Она различает два типа сексуальных домогательств: 1) «quid pro quo», что означает сексуальное домогательство, «при котором сексуальное подчинение обменивается или предлагается обменять на возможность трудоустройства»; и 2) сексуальное домогательство во враждебной рабочей среде, проявляющееся в насмешках, высказываниях или поведении сексуального или сексистского характера, когда такие условия работы являются постоянными:32-42. В 1980 году Комиссия по равным возможностям трудоустройства, следуя точке зрения Маккиннон, приняла руководящие принципы, запрещающие сексуальные домогательства обоих типов: как домогательства quid pro quo, так и домогательства во враждебной рабочей среде.
В 1986 году Верховный суд США в деле «Банк „Меритор“ против Винсона» постановил, что сексуальные домогательства могут нарушать законы о дискриминации по признаку пола. Маккиннон была соадвокатом истицы Мешель Винсон и написала краткое письменное изложение дела в Верховном суде. В деле «Меритор» суд признал различие между сексуальными домогательствами quid pro quo и враждебными домогательствами на рабочем месте. В статье 2002 года Маккиннон писала, цитируя суд:

«Несомненно <…> когда начальник домогается подчинённого из-за пола подчинённого, этот начальник совершает дискриминацию по признаку пола. Апелляционный суд по округу Колумбия и женщины победили. Была установлена новая норма общего права».Оригинальный текст (англ.)“Without question… when a supervisor sexually harasses a subordinate because of the subordinate’s sex, that supervisor “discriminate[s]” on the basis of sex.” The D.C. Circuit, and women, had won. A new common-law rule was established.”
В 1997 году Маккиннон рассматривала судебный процесс по делу Oncale v. Sundowner Offshore Services, Inc., в котором пострадавшим являлся мужчина, подвергшийся сексуальным домогательствам со стороны других мужчин на рабочем месте. Она указала на то, что данный случай представляет собой пример дискриминации мужчин по признаку пола, и предостерегла от сравнений подобных случаев с заявлениями белых о проявлении по отношению к ним расизма, которого в действительности не было. Маккиннон заявила, что случаи, когда мужчины обоснованно заявляют о сексизме в их адрес, существуют, и они должны иметь возможность подавать в суд в таких случаях.
Согласно исследованию, опубликованному Фредом Шапиро в январе 2000 года, книга Маккиннон «Sexual Harassment of Working Women: A Case of Sex Discrimination» занимает восьмое место среди наиболее цитируемых американских юридических книг, опубликованных с 1978 года.

### Порнография

#### Точка зрения
С 1980 года Кэтрин Маккиннон начала заниматься правовыми и социальными вопросами, связанными с секс-индустрией. Являясь противницей порнографии, Маккиннон рассматривает её в контексте доминирования мужчин над женщинами. В своих работах она утверждает, что порнография является унизительной для женщин, которые изображаются в качестве вещей, служащих для удовлетворения сексуальных аппетитов мужчин. При этом участницы съёмок часто оказываются вовлечены в порнографию не добровольно, а под давлением сутенёров, вследствие злоупотребления наркотиками, сексуального насилия в прошлом или из-за бедности. Маккиннон пишет, что порнография учит мужчин относиться к женщинам как к подчинённым и как форма дискриминации должна быть устранена. Такая точка зрения привела к столкновению с защитниками свободы слова, которая гарантируется Первой поправкой к Конституции США. По мнению Маккиннон, порнография разжигает ненависть к женщинам, являясь не свободой слова, а языком вражды, и, вследствие нарушения равенства, не должна защищаться поправкой. Маккиннон, в частности, пишет:180: 
«И когда вы думаете о принятии на себя согласия, которое сопровождает женщин в порнографии, посмотрите внимательно некоторое время на содранные колени, синяки, рубцы от порки, царапины, порезы. Многие из них не смоделированы. Одна модель относительно мягкой порнографии сказала: „Я знала, что поза была правильная, когда она причиняла боль“. Зрителям определённо кажется важным, чтобы события в порнографии были реальными. По этой причине порнография становится мотивом для убийства, как в снафф-видео, в которых некто замучен до смерти для снятия секс-фильма. Они [убитые] существуют».Оригинальный текст (англ.)And as you think about the assumption of consent that follows women into pornography, look closely some time for the skinned knees, the bruises, the welts from the whippings, the scratches, the gashes. Many of them are not simulated. One relatively soft core pornography model said, "I knew the pose was right when it hurt". It certainly seems important to the audiences that the events in the pornography be real. For this reason, pornography becomes a motive for murder, as in "snuff" films in which someone is tortured to death to make a sex film. They exist. 
В книге «К феминистской теории государства» Маккиннон утверждает: «Порнография, с феминистской точки зрения, это форма принудительного секса, практика сексуальной политики и институт гендерного неравенства». Она пишет, что, как подтверждается обширными эмпирическими исследованиями, «порнография причинно способствует установлению отношения и поведения насилия и дискриминации, которые определяют обхождение и статус половины населения».
Отвечая в интервью на вопрос, относится ли критика порнографии только к гетеросексуальным половым актам, Маккиннон пояснила, что порнографические материалы в целом посвящены использованию женщин в моделях мужского доминирования, но эти модели не биологические, а являются сексуальными ролями. Такие роли могут играть люди не только в гетеросексуальных актах, но и в гомосексуальных.

#### Анти-порнографические постановления в США
В 1980 году Линда Борман, снимавшаяся в порнографическом фильме «Глубокая глотка», заявила, что её бывший муж Чак Трейнор насильственно принуждал её к съемкам в этом и других порнофильмах. Борман обнародовала свои обвинения на пресс-конференции вместе с Маккиннон, членами организации «Женщины против порнографии» и феминисткой Андреа Дворкин, выступившей с заявлениями в её поддержку. После пресс-конференции Дворкин, Маккиннон, Борман и ещё одна феминистка Глория Стайнем начали обсуждать возможность использования федерального закона о гражданских правах для получения компенсации от Трейнора и создателей фильма «Глубокая глотка». Однако это оказалось невозможным из-за того, что срок давности для подачи иска истёк.
Маккиннон и Дворкин продолжили обсуждать судебные тяжбы о нарушении гражданских прав, а именно о дискриминации по признаку пола, как возможный способ борьбы с порнографией. Маккиннон была противницей использования традиционных аргументов и законов против порнографии, основанных на идее морали или непристойности или сексуальной чистоты, в том числе использования традиционного уголовного закона о непристойности для запрета порнографии. Вместо того, чтобы осуждать порнографию за нарушение «общественных норм» сексуального приличия или скромности, Маккиннон охарактеризовала порнографию как форму дискриминации по признаку пола и хотела добиться для женщин права требовать возмещения ущерба в соответствии с законодательством о гражданских правах, когда было возможно доказать, что женщинам причинён вред.
Начиная с 1977 года, в Миннеаполисе проходили акции протестующих против распространения порнографии в их районах, которые позднее обратились к Маккиннон и Дворкин. В 1983 году правительство Миннеаполиса наняло Маккиннон и Дворкин для разработки постановления о гражданских правах против порнографии как поправки к постановлению о гражданских правах города Миннеаполиса. Работая над поправкой, Маккиннон и Дворкин дали следующее определение порнографии:176:

«Мы определяем порнографию как наглядно выраженное посредством изображений или слов откровенно сексуальное подчинение женщин, которое также включает: (i) женщины дегуманизируются как сексуальные объекты, вещи или товары; или (ii) женщины представлены как сексуальные объекты, которые наслаждаются от унижения или боли; или (iii) женщины представлены как сексуальные объекты, испытывающие сексуальное удовольствие от изнасилования, инцеста или другого сексуального насилия; или (iv) женщины представлены в виде связанных сексуальных объектов, страдающих или изуродованных или избитых до синяков или физической боли; или (v) женщины представлены в позах или позициях сексуального подчинения, подобострастия или демонстрации; или (vi) части женского тела — включая, но не ограничивая, влагалище, грудь или ягодицы — выставляются таким образом, что женщины сводятся к этим частям; или (vii) женщины представлены пенетрируемыми предметами или животными; или (viii) женщины представлены в сценариях деградации, унижения, оскорбления, пыток, показаны развращенными или подчиненными, кровоточащими, с синяками или повреждениями в контексте, который делает эти состояния сексуальными».Оригинальный текст (англ.)“We define pornography as the graphic sexually explicit subordination of women through pictures and words that also includes (i) women are presented dehumanized as sexual objects, things, or commodities; or (ii) women are presented as sexual objects who enjoy humiliation or pain; or (iii) women are presented as sexual objects experiencing sexual pleasure in rape, incest or other sexual assault; or (iv) women are presented as sexual objects tied up, cut up or mutilated or bruised or physically hurt; or (v) women are presented in postures or positions of sexual submission, servility, or display; or (vi) women's body parts — including but not limited to vaginas, breasts, or buttocks — are exhibited such that women are reduced to those parts; or (vii) women are presented being penetrated by objects or animals; or (viii) women are presented in scenarios of degradation, humiliation, injury, torture, shown as filthy or inferior, bleeding, bruised, or hurt in a context that makes these conditions sexual.”
Поправка определяла порнографию как нарушение гражданских прав женщин и позволяла женщинам, заявившим о вреде от торговли людьми в порнографии, предъявлять её производителям и распространителям иск о возмещении ущерба в гражданском суде. Поправка также позволяла тем, кого удерживали в порнографии, кому это навязали, кто был изнасилован каким-то способом, вызванным специфической формой порнографии, предъявить иск за причинение вреда, который они могли доказать. Закон дважды принимался городским советом Миннеаполиса, но на него наложил вето мэр Дональд М. Фрейзер. Другая версия постановления была принята в Индианаполисе, штат Индиана, в 1984 году. Однако, как и постановление, разработанное в Миннеаполисе, оно встретило возражения, в том числе некоторой части феминисток, которые, помимо противоречия Конституции, усматривали, что под действие закона может попасть феминистская литература или признанные литературные произведения. Апелляционный суд седьмого округа признал постановление неконституционным, и это решение было оставлено в силе Верховным судом США.
Маккиннон представляла Борман с 1980 года до её смерти в 2002 году. Противники точки зрения Маккиннон о порнографии находят её теорию спорной. В частности, по мнению Рональда Дворкина, нет доказательств того, что сексуально откровенные медиа поощряют или способствуют насилию в отношении женщин. Но среди исследователей существуют значительные разногласия по этому вопросу. Некоторые исследования позволили сделать вывод о том, что порнография может способствовать насилию против женщин. Макс Уолтман, который работает в Стокгольмском университете, заявил, что эмпирические доказательства точки зрения Маккиннон убедительны.
Маккиннон излагала свою точку зрения на порнографию и отвечала на критику оппонентов в книге «Feminism Unmodified» (с англ. — «Феминизм без изменений») 1987 года, ставшей одной из наиболее цитируемых книг по праву на английском языке, и книге «Pornography and Civil Rights: A New Day for Women’s Equality» («Порнография и гражданские права: Новый день равенства для женщин») 1988 года, написанной вместе с Андреа Дворкин. Также она писала о порнографии в книгах «Toward a Feminist Theory of the State» («К феминистской теории государства») 1989 года, «Only Words» («Только слова») 1993 года и «In Harm’s Way: The Pornography Civil Rights Hearings» («На пути вреда: Слушания по делу о гражданских правах в отношении порнографии») 1997 года.

#### Законодательное решение в Канаде
В феврале 1992 года Верховный суд Канады в значительной мере согласился с идеями Маккиннон о равенстве, пропаганде ненависти и порнографии, пространно цитируя краткое изложение, соавтором которого она была, в постановлении против распространителя порнографии из Манитобы Дональда Батлера в деле «R v Butler». Батлер оспаривал конфискацию порнографии, которую правоохранительные органы Канады совершали, ссылаясь на канадский закон о непристойности. Принципиальным отличием решения суда по этому делу от постановлений, которые Маккиннон и Дворкин разрабатывали в США, было то, что Верховный суд Канады связал закон о непристойности с требованием равенства пола. Маккиннон участвовала в законодательной разработке такого подхода в сотрудничестве с канадской организацией «Фонд юридического образования и действий женщин». Дворкин принципиально возражала против использования уголовного закона о непристойности в каком бы то ни было качестве.
Верховный суд Канады постановил, что канадский закон о непристойности нарушает права граждан на свободу слова в соответствии с Канадской хартией прав и свобод, если этот закон применяется на основе морали и общественных норм приличия, но этот закон может применяться конституционно к некоторым порнографическим материалам на основе гарантий равенства пола, закрепленных в той же Хартии. Суд утвердил законность запрета непристойности в тех случаях, когда это относится к материалам, наносящим вред женщинам. В своём пресс-релизе по случаю Дня равенства женщин в США в 1994 году Маккиннон и Дворкин писали: «В отличие от Конституции США, в которой даже нет Поправки о равных правах, Канадская хартия конкретно гарантирует равенство полов и была истолкована как требующая от правительства его продвижения».
Решение Верховного суда Канады в дальнейшем было подвергнуто критике как выборочно использующееся против гомосексуальной порнографии. В том же пресс-релизе Маккиннон и Дворкин писали, что в решении ничего не говорится об однополом сексе, но материалы, наносящие вред женщинам, могут включать в себя лесбийскую порнографию — не как однополую саму по себе (это противоречило бы Канадской хартии прав и свобод), а лишь в том случае, если порнографические материалы содержат причинение вреда женщинам (о причинении вреда мужчинами мужчинам решение ничего не говорит). Также Маккиннон и Дворкин возражали тому, что в результате решения по делу «R v Butler» на канадской таможне начали изымать литературу на тему сексуальности, включая книги самой Дворкин, утверждая, что канадские таможенные процедуры имели место задолго до этого решения, а книги Дворкин после проверки были допущены.

### Проституция
Как в случае порнографии, Кэтрин Маккиннон выступает против проституции, рассматривая её как проявление неравенства полов. Неравенство, по мнению Маккиннон, выражается в том, что проститутками становятся чаще всего женщины, в то время как чаще всего мужчины покупают их как товар для своего удовольствия. Маккиннон характеризует проституцию как торговлю людьми и форму рабства, из которого многие проститутки не могут найти выход. По её утверждению, в проституцию попадают женщины, у которых мало социальных возможностей: из бедных слоев (в США к этому добавляется ещё и расовое неравенство), но проституция не помогает им выбраться из бедности, а держит их в бедности (в частности, львиную долю их заработка отнимают сутенёры). Маккиннон утверждает, что проституция не является свободным выбором женщины: это «результат отсутствия выбора, прибежище тех, у кого меньше всего выбора или вообще его нет»; «Если проституция — это свободный выбор, то почему женщины, у которых меньше всего возможностей выбора, чаще всего занимаются этим?». По мнению Маккиннон, проститутки занимаются сексом с мужчинами, с которыми они не вступили бы в половые отношения вне проституции. Таким образом, «деньги действуют как форма насилия, а не как мера согласия … как физическая сила в изнасиловании». С точки зрения Маккиннон, проституция является пыткой: женщины в этом роде деятельности подвергаются пыткам посредством неоднократных изнасилований; они унижаются и испытывают жестокое обращение. Маккиннон также приводит примеры убийств проституток. Она критикует законы, которые криминализуют проституток, превращая их в преступниц, и утверждает, что это усиливает эксплуатацию этих женщин, делает их гражданами низшего сорта, узаконивает их подчинённость и изоляцию.
Вместе с Андреа Дворкин Кэтрин Маккиннон предложила шведскую модель борьбы с проституцией, получившую такое название после принятия в Швеции соответствующего закона. Как отмечает Макс Уолтман в статье, посвящённой этому закону, ещё до его принятия в Швеции обсуждался запрет покупки сексуальных услуг. Однако эта идея не продвигалась до тех пор, пока в 1990 году Кэтрин Маккиннон вместе с Андреа Дворкин во время выступления, организованного организацией «Swedish Organization for Women’s and Girls' Shelters — ROKS» (с англ. — «Шведская организация приютов для женщин и девочек»), не привела аргументы о том, что с гендерным неравенством и сексуальным подчинением невозможно эффективно бороться, допуская гендерную асимметрию. Маккиннон утверждала, что в мире неравенства необходимо принятие закона, который запретит мужчинам покупать женщин, но не будет направлен против тех, кого покупают для сексуального использования, в основном женщин. Маккиннон также писала: «Прекращение проституции путем прекращения спроса на неё — вот как будет выглядеть гендерное равенство по закону».
После выступления Маккиннон ROKS ещё несколько лет проводила встречи с депутатами шведского парламента, и в 1998 году парламент принял закон, вводящий шведскую модель борьбы с проституцией. Закон вступил в силу официально с 1999 года и затем постепенно был введён в нескольких других странах: в Норвегии (2009), Исландии (2009), Канаде (2014), Северной Ирландии (2015), Франции (2016), Ирландии (2017) и Израиле (2017). В 2014 году эта модель была рекомендована Европарламентом.

### Гендерное насилие в международном праве
В 1990-х годах под влиянием событий войны в Боснии и Герцеговине и Хорватии Кэтрин Маккиннон занялась вопросами гендерного насилия и преступлений на международном уровне, способствуя продвижению феминистского направления в международном праве. С 1993 года Маккиннон представляла судебный процесс боснийских мусульманок и хорваток, подвергнутых сексуальному насилию, против Радована Караджича, начатый в США до того, как был начат международный трибунал в Гааге. Процесс, называемый «Кадич против Караджича» (англ. Kadic v. Karadzic), проходил в окружном суде Манхэттена и был обоснован законом 1789 года, позволявшим иностранцам подавать иски о преступлениях, совершённых за пределами страны (исторически закон был принят в целях борьбы с пиратством). Новаторство, которое внесла Маккиннон в этом деле, состояло в утверждении изнасилования актом геноцида. Процесс был выигран в августе 2000 года. Комментируя, Маккинон отметила, что это дело помогает стимулировать международное движение против гендерного насилия, особенно в военных конфликтах. В дальнейшем массовое сексуальное насилие в отношение женщин во время геноцида в Руанде было признано геноцидальным действием международным трибуналом по Руанде.
С 2008 по 2012 год Маккиннон занимала должность специального советника прокурора Международного уголовного суда по гендерным вопросам. Она стремилась вносить в международное право концепцию «гендерного преступления», которое определяется как преступление на почве ненависти по гендерному признаку. Важной идеей концепции Маккиннон было то, что она рассматривала насилие в отношении женщин как нарушения прав человека. Эта проблема была отражена в книге Маккиннон «Are women human? And other international dialogues» (с англ. — «Является ли женщина человеком? и другие международные обсуждения»), вышедшей в 2006 году. Основной темой книги стало утверждение, что, хотя права человека для женщин задекларированы в международных документах де-юре, де-факто они продолжают нарушаться по всему миру. Значительное место в книге занимает проблема изнасилования во время войны, в том числе на примере войны в Боснии и Герцеговине, хотя насилие в мирное время также в книге затронуто.

### Сотрудничество
В 2001 году Маккиннон была назначена содиректором проекта «Lawyers Alliance for Women» (с англ. — «Альянс юристов за женщин»), инициированного организацией «Равенство сейчас», которая была основана для продвижения прав человека для женщин и девочек. Работая в этой структуре, она уделяла внимание продвижению прав женщин в таких странах как Мексика, Япония, Израиль и Индия. Маккиннон также регулярно работает с Коалицией против торговли женщинами, имеющей консультативный статус при ООН, и Коалицией поправки о равных правах, которая добивается принятия поправки, гарантирующей равные права, независимо от пола в Конституцию США.

## Критика
Идеи Маккиннон сталкиваются с критикой представителей различных политических взглядов. Противоречивые отзывы встречает точка зрения Маккиннон о порнографии. Часть критиков не разделяет позицию Маккиннон о вреде порнографии в принципе. Другие критики допускают, что порнография может причинять вред, но отрицают возможность государственного вмешательства. Законодательные инициативы Маккиннон и Дворкин против порнографии были подвергнуты острой критике. Многие представители либерального политического лагеря считают, что порнография не должна цензурироваться (в числе разделяющих такую позицию находятся, например, учёный и юрист Ричард Аллен Познер и основатель компании Playboy Enterprises Хью Марстон Хефнер). Хотя многие феминистки обеспокоены проблемой порнографии, они разделены в отношении допустимости введения законодательных мер со стороны государства. Ряд феминисток (в числе которых находились, в частности, Рита Мэй Браун, Бетти Фридан, Вивиан Горник, Кейт Миллет, Адриенна Рич, Аликс Кейтс Шулман) выступили против разработанных Маккиннон и Дворкин антипорнографических постановлений, обвиняя их в подрыве свободы слова, которая важна для прогрессивного развития женщин. Маккиннон и Дворкин также обвинялись в опасном, по мнению критикующих феминисток, союзе с правыми христианами (консерваторами США).
Феминистская критика Маккиннон затрагивает её взгляды на секс и связана с давними расхождениями между феминистками, которые в 1980-х годах выливались в «сексуальные войны». С точки зрения критиков из числа секс-позитивных феминисток, проблему следует видеть не в порнографии, а в «сексуальном подавлении», которое стигматизирует как любителей порнографии, так и проституток, садомазохистов, гомосексуалов, транссексуалов и фетишистов. Секс-позитивные феминистки считают порнографию формой самовыражения, которая освобождает женщин от давления традиционных норм. По мнению некоторых феминисток, порнография может быть феминистской и способствовать освобождению сексуальности женщин, если будет создана женщинами и для женщин. При этом Маккиннон относит не к порнографии, а к эротике откровенно сексуальные материалы, которые отражают равенство партнёров и, с феминистской точки зрения, могут принести пользу женщинам. Некоторые феминистки критикуют теории Маккиннон за то, что посредством акцента на угнетении и сексуальном насилии она описывает женщин как постоянных жертв, поддерживая этим регрессивные идеалы о женственности. По мнению критиков, оценка половых актов как подчинения может игнорировать сексуальную активность женщин и представлять сексуальное удовольствие женщин как проявление эксплуатации. Также некоторые феминистки критикуют Маккиннон за то, что она делает женщин инфантильными, поощряя их рассматривать себя как субъектов, которые нуждаются в защите государства.
Маккиннон сталкивается также и с неприятием её феминистских идей консерваторами. Хотя многие представители консервативного политического лагеря отвергают порнографию, их аргументы расходятся с теорией Маккиннон, сосредотачиваясь на вопросах морали (нередко по религиозным убеждениям), а не дискриминации женщин. В то время как Маккиннон утверждает, что женщины находятся в угнетении, консерваторы рассматривают первенство мужчин как социальный порядок. По мнению консерваторов, феминистские претензии к гендерной иерархии необоснованны: такая иерархия, с их точки зрения, связана с естественными половыми различиями и комплементарностью гендерных ролей.

## Личная жизнь
Маккиннон состояла в отношениях с писателем и защитником животных Джеффри Массоном.

## Избранные работы
Книги
- (1979). Sexual Harassment of Working Women: A Case of Sex Discrimination. — New Haven, CT : Yale University Press, 1979. — ISBN 0-300-02299-9.
- (1987). Feminism Unmodified: Discourses on Life and Law. — Cambridge, MA : Harvard University Press, 1987. — ISBN 0-674-29874-8.
- (1988) Pornography and Civil Rights: A New Day for Women's Equality. — Minneapolis, MN : Organizing Against Pornography, 1988. — ISBN 0-9621849-0-X. (совместно с Андреа Дворкин)
- (1989). Toward a Feminist Theory of the State. — Cambridge, MA : Harvard University Press, 1989. — ISBN 0-674-89646-7.
- (1993). Only Words. — Cambridge, MA : Harvard University Press, 1993. — ISBN 0-674-63933-2.
- (1997) In Harm's Way: The Pornography Civil Rights Hearings. — Cambridge, MA : Harvard University Press, 1997. — ISBN 0-674-44579-1. (совместно с Андреа Дворкин)
- (2001). Sex Equality. University Casebook Series. New York: Foundation Press.
- (2004) Directions in sexual harassment law. — New Haven : Yale University Press, 2004. — ISBN 0300187556. (ред. совместно с Reva Siegel)
- (2005). Women's Lives, Men's Laws. — Cambridge, MA : Harvard University Press, 2005. — ISBN 0-674-01540-1.
- (2005). Legal Feminism in Theory and Practice. Resling.
- Are Women Human?: And Other International Dialogues. — Cambridge, MA : Harvard University Press, 2006. — ISBN 0-674-02187-8.* (2007). Sex Equality (2nd edition). University Casebook Series. New York: Foundation Press.
- (2007). Sex equality. — New York St. Paul, Minn : Foundation Press Thomson/West, 2007. — ISBN 1599412403.
- (2014). Traite, prostitution, inégalite. — Mont-Royal (Québec) Canada : M éditeur, 2014. — ISBN 2923986954.
- (2015). Sex Equality Controversies: The Formosa Lectures. Taipei: National Taiwan University Press.
- (2016). Sex equality. — St. Paul, MN : Foundation Press, 2016. — ISBN 160930456X.
- (2017). Butterfly politics. — Cambridge, Massachusetts : The Belknap Press of Harvard University Press, 2017. — ISBN 0674416600.
- (2018).Gender in constitutional law. — Northampton, MA : Edward Elgar Publishing, 2018. — ISBN 1785369393.
- (2022). Women's lives, men's laws. — Cambridge, Mass. London : Belknap, 2007. — ISBN 0674024060.

Статьи в прессе
- How litigation laid the ground for accountability after #MeToo. The Guardian (23 Dec. 2017)
- #MeToo Has Done What the Law Could Not. The New York Times (4 Feb. 2018)